# エドガー・プラード
エドガー・プラード（Edgar S. Prado、1967年6月12日 - ）はペルー・リマ出身のアメリカ合衆国で活躍していた騎手である。香港における名前の中文表記は「白艾嘉」。

## 来歴
1983年ペルーでデビュー。1986年アメリカに渡り、フロリダ州・ハリウッドに在住しながら、東海岸を中心に騎乗していた。2004年には史上19人目の5000勝を達成した、北アメリカを代表するジョッキーである。
2006年5月6日の第132回ケンタッキーダービーでは、バーバロに騎乗し2着のBluegrass Catに6馬身1/2差をつけ勝利。1946年の三冠馬アソールトの8馬身差に次ぐ圧勝劇だった。しかし2週間後のプリークネスステークスでバーバロは故障により競走中止。懸命な治療が行われたが2007年にペンシルベニア大学で安楽死の処置がとられる（詳細はバーバロを参照）。
その他の大レースでは、2002年と2004年にベルモントステークスで勝利しているが、いずれもアメリカ三冠を阻止している。2002年に騎乗したサラヴァはベルモントステークス史上最大の穴馬となり、単勝は71.25倍であった。2004年もバードストーンで、三冠を狙った人気馬スマーティージョーンズの勝利を阻んでいる。その後、プラードとバードストーンは、同年8月にサラトガ競馬場で行われたトラヴァーズステークスでも1着となっている。
2005年、プラードは初めてブリーダーズカップで勝利を収めた。フォークロアでブリーダーズカップ・ジュヴェナイルフィリーズに勝ち、シルヴァートレインでブリーダーズカップ・スプリントに勝利している。
2006年、ニューヨーク競馬協会からマイク・ヴェネツィア記念賞を受賞し、9月24日にベルモントパーク競馬場のパドックでセレモニーが行われた。2008年2月10日、ガルフストリームパーク競馬場で全米で16人目となる通算6,000勝を達成した。同年4月21日、プラードはアメリカ競馬名誉の殿堂博物館の候補となり、8月4日に正式に殿堂入りとなった。
2023年1月6日ガルフストリームパーク競馬場でのレースが最後の騎乗となり、同年6月18日に「愛する家族と過ごす時間を大切にしたい」との理由で騎手生活からの引退を表明した。

## 日本での騎乗
何度も来日をしており、日本の関係者にも知られている。1993年、ヤングジョッキーズワールドチャンピオンシップのために来日し、日本での初騎乗を果たす。この時は5着が最高で11位に終わったが、翌1994年にも出場すると2勝を挙げて優勝を果たした。
ワールドスーパージョッキーズシリーズには2001年に初出場。2003年から2008年までは6年連続で出場している。最高成績は2008年の8位。
- JRA通算54戦2勝

## 主な勝鞍
- アッシュランドステークス（2005年シスシティ）
- アメリカンオークスインビテーショナルステークス（2007年パンティーレイド）
- ウッドワードステークス（2000年レモンドロップキッド）
- エイコーンステークス（2003年バードタウン）
- ガーデンシティハンデキャップ（2002年ワンダーアゲイン）
- クイーンエリザベス2世チャレンジカップステークス（2003年フィルムメーカー）
- ケンタッキーオークス（2003年バードタウン）
- ケンタッキーダービー（2006年バーバロ）
- コーチングクラブアメリカンオークス（2005年スマグラー、2006年ワンダーレディアンエル）
- サバーバンハンデキャップ（2000年レモンドロップキッド、2005年オフリーワイルド）
- サンタアニタハンデキャップ（2003年ミルウォーキーブルー）
- サンシャインミリオンズダッシュステークス（2003年ヴァリッドヴィデオ、2009年ディスワンズフォーフィル）
- シャドウェルターフマイルステークス（2002年ランドシーア、2003年パーフェクトソウル）
- ドバイゴールデンシャヒーン（2008年ベニーザブル）
- トラヴァーズステークス（2004年バードストーン）
- ハスケルインビテーショナルハンデキャップ（2003年ピースルールズ）
- ブリーダーズカップ・ジュヴェナイルフィリーズ（2005年フォークロア）
- ブリーダーズカップ・ディスタフ（2006年ラウンドポンド）
- ブリーダーズカップ・スプリント（2005年シルヴァートレイン、2015年ランハッピー）
- フリゼットステークス（2001年ユー）
- ブルーグラスステークス（2002年ハーランズホリデー、2003年モンバ）
- フロリダダービー（2002年ハーランズホリデー、2006年バーバロ、2007年スキャットダディ）
- ベルモントステークス（2002年サラヴァ、2004年バードストーン）
- フューチュリティステークス（2002年ワイワイワイ）
- ホープフルステークス（2002年スカイメサ）
- マザーグースステークス（2005年スマグラー）
- マンノウォーステークス（2004年マジストレッティ、2006年カシーク）
- マンハッタンハンデキャップ（2006年カシーク）
- メートリアークステークス（2006年プライスタグ）
- メトロポリタンハンデキャップ（2006年シルヴァートレイン）
- ユナイテッドネイションズステークス（2004年リクエストフォーパロール）
- ワシントンDCインターナショナル（1991年リアリヴァ）